# Manat karaibski
Manat karaibski manat, manat amerykański, lamantyna, brzegowiec (Trichechus manatus)  – gatunek ssaka z rodziny manatowatych (Trichechidae), zamieszkujący wybrzeża zachodniego wybrzeża Oceanu Atlantyckiego od Florydy po północno-wschodnią Brazylię, a także wybrzeża Karaibów.

## Taksonomia
Gatunek po raz pierwszy zgodnie z zasadami nazewnictwa binominalnego opisał w 1758 roku szwedzki przyrodnik Karol Linneusz nadając mu nazwę Trichechus manatus. Miejsce typowe według oryginalnego opisu to „Morze Amerykańskie” (łac. Habitat in Mari Americano), ograniczone w 1911 roku przez Oldfielda Thomasa do Indii Zachodnich. Formalnie nie wyznaczono żadnego okazu typowego, Linneusz w swoim oryginalnym opisie cytował wcześniejszych autorów.
Autorzy Illustrated Checklist of the Mammals of the World rozpoznają trzy podgatunki (2 współcześnie występujące i jeden wymarły). Podstawowe dane taksonomiczne podgatunków (oprócz nominatywnego) przedstawia poniższa tabelka:
| Podgatunek        | Oryginalna nazwa             | Autor i rok opisu | Miejsce typowe | Holotyp |
| ----------------- | ---------------------------- | ----------------- | --- | --- |
| T. m. bakerorum   | Trichechus manatus bakerorum | Domning, 2005     | Rock Springs (28°45′20″N 81°29′58″W/28,755556 -81,499444), Dr. Howard A. Kelly County Park, 10 km na północ od Apopka, Hrabstwo Orange, Floryda, Stany Zjednoczone. | Czaszka i żuchwa na wpół dorosłego osobnika (sygnatura UF 123652) ze zbiorów Uniwersytetu Florydy; okaz zebrany 28 września 1989 przez Johna Bakera. |
| T. m. latirostris | Manatus latirostris          | Harlan, 1824      | Wschodnie wybrzeże Florydy, Stany Zjednoczone. | Czaszka z żuchwą (sygnatura ANSP 2497) ze zbiorów Academy of Natural Sciences of Drexel University; okaz zebrany przez dr. Burrowsa w 1822 roku.     |

### Etymologia
- Trichechus: gr. θριξ thrix, τριχος trikhos ‘włosy’; εχω ekhō ‘mieć, posiadać’[25].
- manatus: hiszp. manatí ‘manat, krowa morska’, od hait. manati ‘duży bóbr’[26].
- bakerorum: John Baker z Oviedo na Florydzie oraz Aura i Wayne Bakerowie z Conway w Karolinie Południowej (osoby nie spokrewnienia), którzy zebrali odpowiednio dwa najbardziej kompletne okazy[27].
- latirostris: łac. latus ‘szeroki’; -rostris ‘-pyski’, od rostrum ‘pysk’[28].

## Zasięg występowania
Manat karaibski występuje w przybrzeżnych wodach południowo-wschodniej Ameryki Północnej i północno-wschodniej Ameryki Południowej zamieszkując w zależności od podgatunku:
- T. m. manatus – Wielkie Antyle oraz wybrzeża Zatoki Meksykańskiej i Karaibów w Meksyku, Ameryce Środkowej i północnej Ameryce Południowej (na południe do Alagoas i Sergipe w Brazylii).
- T. m. bakerorum – podgatunek wymarły, znany z późnego plejstocenu wschodniego wybrzeża dzisiejszych Stanów Zjednoczonych, od Karoliny Północnej po Florydę.
- T. m. latirostris – południowo-wschodnie Stany Zjednoczone, głównie Floryda i Georgia, z sezonowymi migracjami do innych stanów graniczących z Zatoką Meksykańską i Oceanem Atlantyckim.

## Morfologia
Długość ciała 250–390 cm; masa ciała do 1620 kg Ciało o szarym kolorze pokrywają rzadkie włosy i ma kształt wrzecionowaty. Duży i płaski ogon jest wspaniałym przystosowaniem do pływania. Przednie kończyny przypominają płetwy, na ich końcach znajduje się kilka pazurów. Wysunięte nozdrza umożliwiają zaczerpnięcie powietrza bez wynurzania się. Głowa jest szeroka i masywna lecz niewielka. Ich pysk pokrywają wibrysy.

## Ekologia - biologia

### Środowisko
Ssak ten zamieszkuje słodkie i słone wody strefy zwrotnikowej i strefy podzwrotnikowej, których temperatura nie jest niższa od 20 °C. Wody, które zamieszkuje znajdują się w pobliżu brzegów i ujść rzek. Zwierzę to można spotkać także w okolicach, gdzie jest spuszczana woda z elektrowni lub w pobliżu ciepłych źródeł.

### Pożywienie
Pożywienia szuka na dnie zbiornika. Trawy morskie, algi oraz fragmenty roślin lądowych. Sporadycznie jedzą również małe zwierzęta, najczęściej są to bezkręgowce. Dziennie jedzą około 7% masy swojego ciała. Na odżywianiu spędza 6–8 godzin dziennie..

### Zachowanie
Zwierzę to jest samotnikiem. Większą liczbę manatów można spotkać tam, gdzie jest dużo pożywienia. Trwałą grupę tworzą jedynie matka i jej potomstwo. Manat pływa powoli (ok. 3 – 7 km/h, uciekając – do 25 km/h). Bez zaczerpnięcia powietrza może wytrzymać nawet do 5 minut. Ssak ten jest koczownikiem. W czasie chłodnych miesięcy przemieszcza się w poszukiwaniu ciepłych wód 150 – 200 km. Wędrówki są wynikiem powolnych przemian materii w organizmie i posiadania niewielkiego zapasu tłuszczu, co sprawia, że nie jest odporny na chłód.

### Rozmnażanie
Samica w rui sygnalizuje samcom obecność, ocierając się o przedmioty znajdujące się pod wodą, pozostawiając przy tym wydzielinę z gruczołów zapachowych. Samce podążające za samicą prawdopodobnie walczą ze sobą. Ciąża trwa 12 – 13 miesięcy. Na świat przychodzi zazwyczaj jedno młode. Noworodek waży 30 kg, przy 120-140 cm długości. Najpierw młode podąża za matką, która jest bardzo opiekuńcza. Młode ssie mleko przez 13-18 m-cy. Po ukończeniu 2. roku życia staje się samodzielny.

## Status zagrożenia
W Czerwonej księdze gatunków zagrożonych Międzynarodowej Unii Ochrony Przyrody i Jej Zasobów został zaliczony do kategorii VU (ang. vulnerable ‘narażony’).

### Ochrona
Manaty są zagrożone wyginięciem. Ludzie zabijają je ze względu na mięso, a także na cenne wyroby galanteryjne. Duże zagrożenie stanowią także motorówki, które często powodują śmierć manatów. W ramach ochrony wyznaczono strefy wód, gdzie zabronione jest pływanie motorówką. Niektóre akwaria leczą ranne i chore osobniki, po czym wypuszczają je na wolność.
Ogrody zoologiczne zrzeszone w EAZA prowadzą hodowlę zachowawczą tego gatunku. Bierze w nim udział jeden polski ogród – ZOO we Wrocławiu, gdzie mieszka obecnie (2020 r.) pięć osobników. To dwa bliźniacze samce z duńskiego ZOO w Odense – Armastrong i Gumle, dwie samice z ZOO w Singapurze – Abel i Ling oraz samiec urodzony 23 maja 2020 r. – Ambroży. Wcześniej urodzone samice – Lavia i Piraya, wyjechały w ramach hodowli do francuskiego ZooParc de Beauval.